# Minimalistisk musik
Minimalistisk musik er en strømning inden for den samtidige musik der opstod i 1960'erne i USA og som repræsenterer en vigtig del af dette lands klassiske musik. I Frankrig kaldes bevægelsen ofte musique répétitive og er mere specifikt en betegnelse for de værker der benytter gentagelsen som kompositionsteknik. Nogle af de vigtigste komponister er La Monte Young, Terry Riley, Steve Reich, Philip Glass og John Adams. Pionererne var La Monte Young med sit værk Composition no. 7 fra 1960 og Terry Riley værket In C komponeret i 1964.
Snarere end at vende tilbage til tonaliteten er denne musikalske strømning især karakteriseret ved at benytte en regelmæssig puls, taktslag eller "beat", hvor korte motiver udvikler sig langsomt. Ud over at være en strømning eller bevægelse der var en reaktion mod serialismen, som da var dominerende i Europa, markerer den minimalistiske musik fremkomsten af en ny amerikansk musik, frigjort fra båndene til Europa. De minimalistiske komponister er også vendt tilbage til en mere emotionel musik i stedet for den serielle musiks overvejende intellektuelle tilgang eller den konceptuelle tilgang hos den eksperimentelle musik som for eksempel John Cage. Efter en vanskelig begyndelse uden for den traditionelle klassiske musiks cirkler har den minimalistiske musik tiltrukket sig et vist publikum – bl.a. tiltrukket fra områder som jazz, rock, den improviserede musik eller den elektroniske musik. Fjernsyn og film har gjort flittig brug af denne musik, især arbejder af Philip Glass, hvilket har bidraget til at den har kunnet sprede sig til det almindelige publikum. Der har også været udtrykt alvorlig kritik fra musikverdenen med en anklage mod den nuværende minimalistiske musik for at producere musik til konsumtion – overfladisk og uden sjæl.

## Generelt

### Præsentation
Betegnelsen minimalistisk musik anvendes almindeligvis om en strømning inden for samtidsmusikken der opstod i 1960'erne i USA med komponisterne La Monte Young, Terry Riley, Steve Reich, og Philip Glass. Bevægelsen udviklede sig hovedsagelig i de to regioner i USA der traditionelt har været de mest åbne over for fornyelser og kunstnerisk påvirkning fra ikke-europæiske kulturer: New York og Vestkysten. Minimalismen havde også tilhængere i Storbritannien (Michael Nyman, Gavin Bryars), Holland (Louis Andriessen) og Frankrig (Renaud Gagneux), men det er dog især et amerikansk fænomen.
Betegnelsen bruges også undertiden mere generelt omfattende visse komponister af eksperimental musik eller postmoderne musik. I særdeleshed refererer man somme tider til Arvo Pärt og Henryk Górecki som minimalistiske komponister, skønt deres anliggende er ganske forskelligt fra de amerikanske repetitive komponister ("gentagelses-komponister").
Minimalistisk musik markerer et brud med avantgarden og en tilbagevenden til tonal musik, eller somme tider modal musik. Den er også i almindelighed karakteriseret ved en vis reduktion og en økonomisering med virkemidlerne. De enkelte komponister anvender forskellige karakteristiske virkemidler: brug af systematiske kompositionsprocesser: strukturer der gentages og regelmæssig puls hos de "repetitive" amerikanere, en indflydelse fra religiøs musik og fra Middelalderen hos Arvo Pärt og Henryk Górecki og en tilbagevenden til visse klassiske former (kvartet, symfoni m.v.) hos John Adams.

### Den musikalske sammenhæng
Samtidsmusikken fra 1950'erne var domineret af integral serialisme og hele den europæiske spids omkring Pierre Boulez, Luigi Nono, Bruno Maderna, Luciano Berio, Karlheinz Stockhausen m.fl. Komponisterne eksperimenterede med nye elektroniske teknikker og lagde således grunden til den elektroniske musik og den konkrete musik, især under indflydelse af Pierre Schaeffer, Karlheinz Stockhausen og Pierre Henry.
I USA var det John Cage som dominerede, i en i det væsentlige konceptuel tilgang som kan minde om happenings, med indetermination, ubestemthed, som den røde tråd. Det er også perioden hvor kunstnerbevægelsen Fluxus dannes, hvor grænserne for begrebet kunstværk skubbes; også dette havde indflydelse på minimalisterne. Årene mellem 1950 og 1960 skabte og udviklede ligeledes, under indflydelse af John Coltrane og Ornette Coleman, den frie jazz som især kendetegner de amerikanske komponister fra denne tid.
Populærmusikken kan ikke ignoreres i denne musikalske sammenhæng. Fremkomsten af den dominerende rock and roll, interessen i Vesten for ikke-vestlig musik og især den indiske musik, har også haft indflydelse på minimalisterne.

### Om betegnelsen minimalisme
Oprindelsen til udtrykket minimalisme til at betegne den minimalistiske strømning forbliver uklar. Man tillægger dog i almindelighed faderskabet til den britiske komponist Michael Nyman i bogen fra 1974 Experimental Music: Cage and beyond.,   Imidlertid har Nyman brugt udtrykket "minimal" siden hans artikel fra 1968 med titlen Minimal Music om komponisterne Cornelius Cardew og Henning Christiansen. Betegnelsen "minimalist" blev senere brugt af Nyman for at beskrive ikke blot den amerikanske strømning, men også den engelske eksperimentelle musik (dertil bl.a. hørende komponisterne Gavin Bryars, Christopher Hobbs og Michael Parsons).
Musikkritikeren Tom Johnson har også brugt betegnelsen i marts 1972 i forbindelse med en koncert med Alvin Lucier. Johnson brugte minimalismebetegnelsen for at karakterisere Steve Reichs kompositioner, men ordbrugen er skiftende, og han ender med at bruge udtrykket "hypnotisk musik". I 1977 skrev journalisten en artikel med titlen What is Minimalism really about? ('Hvad drejer minimalisme sig egentlig om?') hvor "minimalistisk musik" som betegnelse i mellemtiden er blevet etableret.
Man finder også betegnelserne pulsmusik, systemmusik, procesmusik, trancemusik, hypnotisk musik eller det franske udtryk musique répétitive ("repetitiv musik") som Steve Reich finder "mindst dårligt". (pulse music, systems music, process music, trance music, hypnotic music)
Adjektivet "minimalistisk", og i endnu højere grad adjektivet "minimal", førte til nogen forvirring med hensyn til naturen af eller det særegne ved den minimalistiske musik. Skønt den benytter sig af et sparsommeligt musikalsk materiale og en vis økonomisering med de musikalske strukturer, er termen dårlig til at beskrive musikken. Stykkerne kan være meget lange og kræve mange musikere, og orkestreringen kan være meget kompleks. Udtrykket kan også opfattes nedsættende, pejorativt, idet det kunne antyde den betydning at en minimal musik skulle være kvalitativt ringere end "normal musik" og ikke have krævet særlig anstrengelse at komponere. En anden forvirring kommer af at udtrykket minimalisme er hentet fra kunsthistorien, og at den musikalske minimalisme ikke altid sigter på det samme som andre kunstarters "minimalisme".
Komponisterne er i almindelighed ikke tilfredse med betegnelsen., Kun La Monte Young finder termen berettiget og kun for sine første værker. Philip Glass foretrækker udtrykket "musik uden intention" eller "musik med en gentagende struktur".

## Oprindelse

### Forløber og inspirator: Erik Satie
Præmisserne for den minimalistiske musik er at finde i visse værker af Erik Satie, især gennem hans brug af den repetitive form ostinato set som en "ekstatisk overskridelse af tiden ved gentagelse, ved en kontemplativ besættelse af samme", og som tjener som basis for adskillige kompositioner  La Première Gnossienne fra 1890 er det første stykke han skrev ud fra et repetitivt mønster, og han fortsatte eksperimenterne med det mystiske stykke Vexations (no) (drillerier, ærgrelser, 1892-93). Dette sidste stykke vedbliver 840 gange i træk at gentage det samme motiv med en varighed på op til tyve timer. Vexations blev første gang opført 1963 på initiativ af John Cage i New York, dvs. i året for minimalismens fødsel. Meredith Monk, som ofte forbindes med den minimalistiske bevægelse, deltog 1966 i en fremførelse af Vexations ved en festival for Satie, og Gavin Bryars og Christopher Hobbs gjorde det samme i Leicester i 1971.
Satie citeres af minimalisterne som en reference, især af Steve Reich. En hyldest med et glimt i øjet fik han med Philip Glass' komposition Piece in the Shape of a Square, med reference til Trois Morceaux en forme de poire ("Tre pæreformede stykker"), ligeledes gentager hans værker Music with Changing Parts og Einstein on the Beach en form for progression i bueform af typen ABCBCA som Satie har benyttet. For Michael Nyman er Satie "ikke til at komme uden om af mange grunde", og han anser ham for den eneste præ-eksperimentelle komponist hvis arbejde er indispensabelt.

### Serialisme
På en overraskende måde udøvede også Anton Webern, elev af Arnold Schönberg og medlem af Den anden Wienerskole, indflydelse på den minimalistiske bevægelse; især på La Monte Young, der citerer de statiske dele af Six Bagatelles pour quatuor à cordes (1913, "Seks bagateller for strygekvartet") og Symphonie, op. 21 (1928) som de værker der stærkest har bidraget til at berede overgangen mellem serialisme og minimalisme. At Webern også har haft stor indflydelse på den post-serialisme, der udviklede sig i Europa på samme tid – dog med radikalt andre musikalske koncepter – vurderes ofte af musikologer som "paradoksalt".
En repræsentant for serialismen og Darmstadt-skolen, Karlheinz Stockhausen, har imidlertid forbindelse til den minimalistiske bevægelse. Værker som Stimmung, Mantra og Inori udnytter minimalistisk materiale og "udstrakt tid". La Monte Young studerede også hos Stockhausen i Darmstadt og betragtede ham som tidens største komponist. Terry Riley udviste også stor interesse for Stockhausens værker, især det rytmisk komplekse ved Zeitmasze, og ligeledes for Arnold Schönberg.
Mere generelt set har alle minimalister været påvirket af serialismen, Steve Reich som student ved Mills College, og hvor han straks følte at han måtte videre så hurtigt som muligt, eller Philip Glass som komponerede atonale værker hen ved 18 år før han skiftede stil. 

### Amerikansk avantgarde
John Cage øvede stor indflydelse i årene for minimalismens fremkomst. Som den vigtigste komponist inden for avantgarden og den eksperimentelle musik i USA havde hans ideer betydning for minimalisternes arbejde, direkte eller indirekte. Nogle af Cages værker kan synes forbundet til minimalisme, især hans første kompositioner eller det berømte 4'33 fra 1952, en minimal komposition med 4 minutter og 33 sekunders stilhed. Cage er imidlertid meget kritisk over for minimalismen, og hans teknik for udvælgelse, ubestemthed (eller ikke-intention), det vil sige benyttelsen af tilfældighed i værkerne eller i selve komponeringsprocessen, skulle blive kraftigt afvist af minimalisterne.
I sin bog Experimental Music: Cage and beyond placerer Michael Nyman klart minimalismen i en sammenhæng efter Cage som en reaktion på den indetermination han yndede så meget. Imidlertid har musikologer bemærket ligheder med Cages arbejder, især interessen for strukturen over indholdet, det faktum at musikken er skabt af kompositionsmæssige processer, et musikalsk udtryk der skal undgå komponistens personlighed og på den måde forsøge at nå længere end komponistens fantasi.
En anden amerikansk komponist fra Cages generation i tråd med minimalisterne er Morton Feldman, som også benytter sig af ubestemthed, indetermination og tilfældighed i sine værker, men er tiltrukket af toner af lang varighed og af rolige og flade lydlandskaber., Selv om han ikke i almindelighed betragtes som minimalist, kan visse af hans stykker, især Piece for Four Pianos (1957), nærme sig de sene stykker af Steve Reich idet de benytter sig af phasing. Reich udtrykker i øvrigt sin beundring for Feldman.

### Ikke-vestlig musik
I årene mellem 1950 og 1960 opdagede det vestlige Europa og USA den ikke-vestlige musik, "verdensmusikken". Denne musik, generelt baseret på modalitet skulle få indflydelse på alle minimalistiske komponister.
La Monte Young boede på den amerikanske vestkyst og opdagede efter 1957 den indiske musik på campus ved UCLA. Han citerer Ali Akbar Khan (sarod) og Chatur Lal (tabla) som særlig betydningsfulde. Den indiske musik skulle få afgørende indflydelse på Young, og især opdagelsen af den langhalsede lut tambur som han lærte at kende med Pandit Prân Nath. Den rolle som tanburens bordun (drone) havde, fascinerede Young og skubbede hans interesse i retning af toner af udstrakt varighed. Young anerkender også den japanske indflydelse og især fra gagaku'en. Denne indflydelse kommer til udtryk i et af de stykker der introducerede minimalismen, Trio for Strings fra 1958.
Terry Riley opdagede den ikke-vestlige musik under et ophold i Europa, især den marokkanske musik og gennem La Monte Young den indiske musik.  Han samarbejdede også med Prân Nath til pladen Music from Mills fra 1986.
For Steve Reich var det et kursus med William Austin ved Cornell som introducerede ham for verdensmusikken. Austin lod sine studenter lytte til afrikansk og balinesisk musik, noget temmelig sjældent for perioden. På anbefaling af Gunther Schuller læste Reich bogen Studies in African Music af Arthur Morris Jones, som gjorde et stort indtryk på ham. I 1970 besluttede han sig for at studere percussion i Ghana, hvilket bekræftede hans forudanelse om den rige lyd hos akustiske instrumenter (modsat elektroniske) og hans store interesse for percussion. Værket Drumming fra 1971 er delvis et resultat af hans rejse. Musikerne Russell Hartenberger og Robert Becker fra ensemblet Nexus, faste medlemmer af Reichs instrumentalensemble, har også studeret afrikansk slagtøjsspil. I somrene 1973 og 1974 studerede Reich også den balinesiske gamelan på den amerikanske vestkyst. Reich erklærede 1973 at "... den ikke-vestlige musik er for øjeblikket den væsentligste inspirationskilde til nye ideer for vestlige musikere og komponister."
For Philip Glass var det mødet 1965 med Ravi Shankar i Paris som introducerede den indiske musik. Han opdagede princippet at samle små musikalske enheder for at danne større, hvilket skulle få betydning for hans måde at komponere på.. Glass rejse også flere gange til forskellige dele af Indien for at opsøge musik og kultur der.

### Jazz
Jazz spiller en stor rolle for minimalisterne. Alle anerkender påvirkningen og især fra den modale jazz hos John Coltrane, den frie jazz og Ornette Coleman.
Improvisation er central hos Terry Riley som hos La Monte Young. Denne sidste er saxofonist og havde erfaring med jazz som instrumentalist, især fra årene på gymnasium og universitet. I Los Angeles spillede han i big bands og i mindre grupper, især med Eric Dolphy, Don Cherry, Billy Higgins, og så sin fremtid inden for jazz. Jazz er tydelig i hans arbejder, især hans spil på sopraninosaxofon, eller hans interesse i former for improvisation. Riley er pianist og har studeret ragtime med Wally Rose og spillede for at tjene til universitetsstudierne og under sit ophold i Frankrig. Riley er også påvirket af John Coltrane som blandt andre inspirerede ham til at lære at spille sopransaxofon.
For Steve Reich har jazz også været en betydelig inspiration. Reich er trommeslager af uddannelse og har spillet i jazzgrupper på gymnasiet og ved Cornell University. Han er især påvirket af John Coltrane, var ofte til hans koncerter og citerer My Favorite Things og Africa/Brass som særlig betydningsfulde. Reichs musik er utænkelig uden jazz, især er det rytmen, fleksibiliteten og jazz'ens melodiske karakter der synes at have øvet den betydeligste indflydelse på ham.
Philip Glass var derimod udelukkende uddannet inden for den klassiske musik og så i modsætning til sine kolleger ikke jazz som en af inspirationskilderne, skønt han var fascineret af Ornette Colemans frie jazz og af John Coltrane.

## Den minimalistiske bevægelse
Den minimalistiske bevægelse opstod i 1960'erne med værker af La Monte Young og Terry Riley, som anses for forløbere. Steve Reich og Philip Glass udfoldede deres ideer og foreslog kompositionsprocesser der skulle vise sig meget frugtbare.
Imidlertid udgjorde minimalismen kun en del af disse komponisters værker, og man anser minimalismen, sådan som man generelt definerer den, som sluttende i midten af 1970'erne. Herefter indarbejdede komponisterne nemlig rigere musikalske elementer, melodi og harmoni, sågar kontrapunkt. Tilføjelsen af disse elementer udgør en tydelig udvikling uden at komme i konflikt med deres tidligere arbejde. Man taler derfor ofte om post-minimalisme, især for John Adams vedkommende. Philip Glass siger at for ham sluttede minimalismen i 1974, da han blev involveret i den tids "musikteater".
Nogle komponister – som ofte kaldes ofte de "mystiske minimalister", bl.a. Arvo Pärt – trådte frem mod slutningen af 1970'erne og anses ikke at være de amerikanske repetitives direkte arvtagere, men kan snarere siges at høre til under betegnelsen post-minimalisme eller mere generelt post-modernisme.

### Forløberne: La Monte Young og Terry Riley
Man anser sædvanligvis at La Monte Young er initiativtageren til den minimalistiske bevægelse, især med stykket Trio for Strings fra 1958. Young er i perioden inspireret af Webern, og skaber et kvasi-statisk lydunivers med lange udstrakte toner, der kan vare adskillige minutter og med meget lidt udvikling. Dette stykke kom til at tjene Young som udgangspunkt for det fremtidige arbejde med bordun, og er en af oprindelserne til den musikalske bevægelse kaldet dronemusik. Young komponerede imidlertid hele tiden med tolvtoneteknikken, skønt det adskiller sig ved brug af udstrakte toner (tenuto) og favoriserer intervaller baseret på rene treklange og på store septimer. Trio for Strings fremstiller en musik som ikke ligner nogen anden fra perioden; den skaber en meditativ atmosfære "af en anden verden".
Det er Terry Riley som introducerer to af minimalismens grundlæggende elementer: tilbagevenden til den tonale musik og gentagelsen af musikalske motiver. I String Quartet fra 1960 nærmer Riley sig tonaliteten, stærkt inspireret af La Monte Young, med brug af toner udstrakt over længere tid. Det er i String Trio fra 1961 at Riley for første gang introducerer en struktur baseret på gentagelse af motiver. Brugen af gentagelse er en del af eksperimenter som Riley leder med magnetbånd i San Francisco Tape Music Center.
Men det er især In C fra 1964 som er et vigtigt trin i bestemmelsen af den musikalske minimalisme. Titlen kan ses som særlig provokerende for avantgarden inden for serialismen, fordi den annoncerer en tilbagevenden til den tonale musik – tonen i det simpleste tilfælde: c-dur. In C er skrevet for et hvilket som helst antal musikere og instrumenter. Stykket består af 53 musikalske motiver som hver udføres så mange gange man ønsker ved at følge nogle få anbefalinger. In C betragtes almindeligvis som minimalismens grundlæggende værk og indeholder alle elementer: regelmæssig puls (taktslag), musikalsk tonalitet, korte motiver som gentages og elementer der skaber et helt selvstændigt musikalsk univers. Værket er indspillet af Columbia Records som udsendte det på plade i 1968. Det blev spredt vidt omkring og spillet især af Toru Takemitsu i Japan og Cornelius Cardew i England.

### De "repetitive": Steve Reich og Philip Glass
Rileys eksperimenter med magnetiske bånd og In C har haft en grundlæggende indflydelse på Steve Reich. Han deltog i skabelsen af In C som musiker og anerkender at stykket – idet det bringer elementer af afrikansk musik, bidrag fra John Coltrane og gentagelser fra indspilningsbånd sammen – kraftigt har hjulpet ham selv på vej, især med It's Gonna Rain fra 1965. Steve Reich udviklede i dette stykke en teknik kaldet phasing, en slags faseforskydning. Efter først at være anvendt på disse indspilningsbånd, eksperimenterede komponisten derpå med teknikken på akustiske instrumenter, i stykkerne fra 1967 Piano Phase og Violin Phase. Reich fortsatte med at benytte phasing-teknikken til 1971 – og Drumming som betragtes som et overgangsværk. Udtrykket eller betegnelsen phasing music bliver undertiden brugt for at henvise til musik skrevet med denne teknik som af komponistens værker udgør "tidlig minimalisme". Efter denne periode fraveg Reich den enkle eller simple phasing-teknik for at skrive mere ambitiøse værker med hensyn til størrelsen af instrumentationen, varigheden og teknikkerne, i det væsentligste udviklende sin forskning i retning af harmoni og rytmisk puls. Denne såkaldte "modne minimalisme" kulminerede med stykkerne Music for 18 Musicians (1976) eller Music for a Large Ensemble (1978). En tredje kompositionsperiode indledtes med stykker som Tehillim (1981), men især The Desert Music (1984) og Different Trains (1988) som er karakteriseret på samme tid af brug af stemme og tale som et grundlag for at skrive (en slags) "talemelodi", men også en klar filosofisk og spirituel involvering fra komponistens side i hans senere kompositioner.
Efter en periode med "trial and error", afprøvning, i sine stilistiske undersøgelser i slutningen af 1960'erne som er karakteriseret ved den enkle brug af processer med gentagelse/akkumulation (som for Two Pages et Music in Fifths) tog Philip Glass et stort skridt frem med hensyn til klangfarve og harmoni med kompositionen Music with Changing Parts (1970) som markerer begyndelsen på de kompositioner der kan karakteriseres som hans "modne minimalisme". Han fortsatte ad denne vej med udførelsen af sin nye skrivemåde i stykket Twelve Parts (1974). Der skete en ændring i hans karriere i 1973 ved mødet med instruktøren Bob Wilson som bad ham komponere musikken til maraton-operaen Einstein on the Beach (1976).
Dette værk udgør første del af hans berømte lyriske trilogi, kompletteret med Satyagraha (1980) og Akhnaten (1984), hvor de tematiske motiver, der er så karakteristiske for Glass, gradvist kom til syne. Fra midten af 1980'erne orienterede han sig mod at skrive seks kvartetter, ni symfonier og seks koncerter, hvor han varierede temaer og rytmer som nu er hans varemærke: øjeblikkelig identificerbar, men han involverer sig ikke i nye formelle undersøgelser vedrørende den minimalistiske strømning. På den anden side nyder han en vis popularitet hos det store publikum, især inden for popmusikken og filmen som i stor udstrækning gør brug af han værker mere eller mindre i original form, i modsætning til Steve Reich som stod som autoritet og reference inden for den klassiske musik.
Mange andre komponister var involveret i udviklingen af den minimalistiske bevægelse i New York i 1960'erne og 1970'erne. Philip Glass betoner især at der var stor vitalitet og variation i ideerne, hvortil især Meredith Monk, Frederic Rzewski, Pauline Oliveros, James Tenney, Charlemagne Palestine, Terry Jennings, Philip Corner, David Behrman, Jon Gibson, Phil Niblock, Rhys Chatham og Ingram Marshall har bidraget. Glass beklager at disse komponister ikke har fået samme opmærksomhed i medierne som han selv eller Steve Reich. Ved siden af dette miljø i New York skete der en udvikling i Europa med værker der var tæt på minimalisme eller direkte inspireret af amerikanerne: Louis Andriessen i Holland, Gavin Bryars og Michael Nyman i Storbritannien, Renaud Gagneux i Frankrig.

### Postminimalisme og postmodernisme
Postmodernismen inden for musikken indtager en afvisende holdning over for post-serialismens isolation og hermetisme, idet de postmoderne komponister krævede miksning og sammenblanding af formerne med collageteknikker, ved lån og ved citation. Hvor post-serialismen ville gøre "rent bord med fortiden" (fr. faire « table rase du passé » – tabula rasa) ifølge et udtryk af Pierre Boulez, tog postmodernismen den som en reference. Således anser John Adams at hans musik tager næring af "... ikke blot minimalismen, men af Alban Berg, Stravinsky, rock'n roll, arabisk og jødisk musik etc.". Ved at vende tilbage til melodiske og tonale former, ved et gentagelsens sprog, ved anvendelsen af collage og citation, ved alle disse karakteristika er minimalismen den mest radikale strømning inden for post-modernismen i afvisningen af post-serialismen.
Lige fra begyndelsen beskæftigede de minimalistiske komponister sig også med post-minimalismen. Efter Drumming fra 1971 udvidede Reich instrumentationen i sine stykker og ændrede sine rytmiske og harmoniske metoder hen imod større kompleksitet. På samme måde begyndte Philip Glass at komponere for "musikteatret" og operaen fra 1974, med det sigte at fjerne sig fra minimalismen; især anvendelsen af harmoni som i operaen Einstein on the Beach fra 1976 markerer denne udvikling. Post-minimalismen afgrænser sig således fra minimalismen ved at være mindre radikal og eksperimenterende.

### De "mystiske minimalister"
Disse komponister betragtes undertiden under ét og bliver sat i forbindelse med den minimalistiske bevægelse på grund af deres brug af visse af denne stils kompositionsprincipper (gentagelse, udstrakte toner, stilhed, en vis enkelhed og en indflydelse af kristen religiøsitet eller en åbent erklæret spiritualitet i deres liv og i deres kompositioner. Alan Hovhaness anses undertiden som en forløber for denne tendens, men det er især esteren Arvo Pärt, polakken Henryk Górecki, og briten John Tavener som man almindeligvis associerer med de "mystiske minimalister". Mere bredt placeres Giya Kancheli og Sofia Goubaïdoulina også undertiden i denne gruppe af minimalister.
Pärts og Góreckis værker er karakteriseret ved brugen af tonalitet, af et musikalsk materiale der er enkelt og ofte bruges på en repetitiv måde og af komposition influeret af Middelalderens komponister og gregoriansk kirkesang. Begge – stærkt præget af den politiske og åndelige repression i deres hjemlande under det kommunistiske regime – begyndte i 1960 at komponere i en neoklassisk stil før de orienterede sig mod serialismen, hvilket fremprovokerede at værkerne blev censurerede af myndighederne. Pärt vendte sig så mod en musik af stilhed og kontemplation ved at komponere Für Alina (1976), Fratres (1977) og Spiegel im Spiegel (1978), værker der er grundlæggende for denne strømning inden for minimalismen, og som lagde grunden for en stil som han kaldte tintinnabulum.
Denne stil er karakteriseret ved simultan brug af to stemmer, den ene ved arpeggio gennem en treklang som han kaldte "tintinnabulum", og hvor den anden stemme svarer med en bas på en diatonisk måde.
Hans arbejde vendte sig derefter mod at skrive næsten udelukkende religiøse musikstykker, oftest koraler, idet han udviklede en "sangens klarhed". Górecki foretog overgangen mellem den serielle musik og den religiøse minimalisme i 1976 især ved at skrive sin tredje symfoni (polsk: Symfonia piesni zalosnych, "Symfoni af klagesange"), som skulle få en ganske stor virkning nogle år senere i Vesteuropa og USA og medføre international opmærksomhed.

## Musikalsk beskrivelse
Samlingen af værker som man inden for musikken klassificerer som minimalistiske består langt fra af én enkelt stil eller identiske musikalske karakteristika. Skønt en klassifikation altid er reduktionistisk, er man dog i almindelighed enig om at æstetikken hos den minimalistiske musik er baseret på tre karakteristika:
- En tilbagevenden til "konsonant" harmoni (endog tonal og i visse værker modal)[note 4]
- Gentagelse af musikalske fraser, figurer eller celler med eller uden små graduerende variationer
- En regulær puls eller taktslag

Dette omfatter imidlertid værker med meget forskellige profiler og brugen af forskellige musikalske teknikker. På samme måde kan ikke alle værker af komponister der kaldes minimalister betragtes som minimalistiske, især de sidste værker af Steve Reich og Philip Glass, eller de første stykker (ofte ikke musikstykker) af La Monte Young.

### Mellem teori og intuition
Minimalismens pionerer La Monte Young og Terry Riley eksperimenterede med meget varierede kompositionsteknikker. Især La Monte Young skabte meget forskellige værker:  værker inspireret af serialisme og af Webern, stykker der i deres koncept lå nær John Cage, gruppe-improvisationer som var inspireret af indisk musik og af jazz, stykker baseret på formelle studier af ren stemning. Terry Riley er den mest empirisk orienterede, han eksperimenterede med magnetbånd og gjorde meget brug af improvisation.
Mod slutningen af 1950'erne brugte La Monte Young serialismen på en forandret måde for at skabe lange kvasi-statiske perioder, sammensat af lange, understøttede noder (sostenuto). Valget af intervaller gør ligeledes kompositionerne karakteristiske. Fra 1957 og Variations for Alto Flute, Bassoon, Harp and String Trio brugte Young især ren kvart og kvint såvel som stor septim der findes i adskillige kompositioner som for Brass fra 1957 og især Trio for Strings fra 1958 der anses for den væsentligste fra denne del af Youngs minimalistiske periode.
Youngs harmoniske sprog er til dels konstrueret af disse intervaller, således at han kunne undgå stor terts som – ifølge ham – ikke udtrykker det han ønsker. Young isolerer fire akkorder som han kalder "Dream Chords" (Drømmeakkorder) der skulle blive udgangspunkt for hans harmoniske sprog. Udeladelsen af stor terts skulle efterfølgende bevirke en teoretisk korrektion gennem hans formelle undersøgelser af ren stemning. Fra 1961 brugte La Monte Young improvisation på sopraninosaxofon med gentagelser af modale sekvenser med stor hastighed, akkompagneret af bordun, hvor indflydelse fra John Coltrane og indisk musik kan spores.,
En vigtig del af Terry Rileys arbejde drejer sig om magnetbåndene på hvilke han lavede optagelser fra klaver, desuden optagelser af ord, latter, særlige lyde eller radioprogrammer, og han brugte alt dette i loops, dvs. i former af korte gentagne motiver. Han eksperimenterede med flere teknikker at manipulere disse bånd på, idet han benyttede en teknik til at danne ekkoeffekter ved forsinkede gentagelser, ved at ændre tonernes frekvens gennem modificering af båndets hastighed gradvist eller hurtigt; han udtog ved tilfældighed stykker af båndet og satte dem sammen igen idet han håbede at skabe interessante fænomener. Det er i det væsentligste gentagelsen af motiver som er i centrum for Rileys eksperimenter, gentagelse af motiver som han også lader spille af instrumentalisterne, som i In C fra 1964. Rileys tilgang er mere intuitiv og eksperimenterende end struktureret, hvor komponisten for lytteren forsøger at skabe et "abstrakt eksperiment" i hvilket lydene, der i begyndelsen er genkendelige, lidt efter lidt deformeres helt hen til det uidentificerbare.
Et andet karakteristisk træk ved Rileys arbejde er den vægt der er lagt på improvisation og jazz. Komponisten bruger undertiden jazzstandarder som i Autumn Leaves og udvikler en særlig stil for improvisation på piano, til dels under indflydelse af ragtime. Størstedelen af hans stykker efter In C er ikke skrevet ned, og er dels improviserede, dels konstruerede af allerede etablerede motiver der gentages efter behag som i Keyboard Study nr. 1 og Keyboard Study nr. 2. Motiverne blev spillet hurtigt, uden pause, for at sikre en flydende strøm af noder uden accent. Riley improviserede ligeledes på sopransaxofon, især i Dorian Reeds og Poppy Nogood and the Phantom Band, i hvilke han brugte gentagelsen af motiver og magnetbånd for at skabe et ekko og komplekse kontrapunktiske effekter ved at blande stemmerne.

### Hørbare kompositionsprocesser
I modsætning til Terry Rileys meget intuitive tilgang, definerede Steve Reich og Philip Glass mere rigoristiske procedurer for komposition, hvilket hjalp dem med at strukturere deres værker. Reich ses i almindelighed som den mest begavede og mest rigoristiske i definitionen af sådanne fremgangsmåder.,
I sit essay fra 1968, La musique comme processus graduel, forklarede Steve Reich sin hensigt: at lytteren skulle høre en musikalsk proces. Forlod han sig på sin idé, at kompositionen skulle være en proces, ville det gå imod John Cage, hvis kompositioner for nogles vedkommende var baseret på tilfældige processer. Reich vil gøre processen ved stykkets konstruktion hørbar. Et andet vigtigt element i forskellen til Cage var afvisningen af ubestemmeligheden, indeterminationen: processerne er hos Reich helt fastlagte, deterministiske, og tilfældighed spiller ikke nogen rolle.
Disse ideer førte til en kompositionsproces, som Reich kaldte "phasing". Denne kompositionsproces, som nærmer sig den klassiske kanonform, stammer fra hans arbejde med adskillige båndoptagere af dårlig kvalitet, som gradvist mistede deres synkronisering. Denne phasing er bygget op af korte musikalske motiver, som gentages efter behag af adskillige stemmer og lidt efter lidt introducerer et gab mellem disse stemmer og skaber derved denne phasing, forskydning. Den fremadskridende phasing mellem stemmerne skaber nye musikalske strukturer og gør rytmer og harmoni henholdsvis mere komplekse eller enklere, og gør det på en virkningsfuld måde muligt at høre den fysiske proces af blanding af stemmerne, således som komponisten har ønsket det. Overlapningen af stemmer ved phasing er undertiden så kompleks, at lytning til stykket kan give anledning til at det opfattes forskelligt af forskellige personer, og desuden også forskelligt fra gang til gang for samme person. Fra Violin Phase fra 1967 begyndte Reich at udnytte hvad han kaldte "psyko-akustiske sidegevinster" (en. "psycho-acoustic by-products") af phasing (eller motiver opstået som resultat af phasing), det vil sige motiver, der dannes spontant ud fra basismotiverne. Han gjorde også situationen mere kompleks ved at introducere motiver på andre særlige måder:  temaer der specifikt spilles af musikerne foruden dem der af og til opstår naturligt, eller melodiske linjer der ikke følger basismotivernes grundlæggende tempo.
Philip Glass' værker baserer sig også på en systematisk kompositionsproces, som det er muligt for lytteren at høre. Glass udformede fra 1968 en proces baseret på addition og subtraktion i forhold til basismotiverne, som kunne være opdelelige i to eller flere andre motiver. Partituret angiver motiverne, og derefter additionen og/eller substraktionen. De figurer der er resultatet af denne gruppering af motiver skal gentages et ikke nærmere specificeret antal gange; på samme måde er instrumentation og dynamik ikke specificeret.
I modsætning til Young, eller selv Riley, afviser Reich og Glass heftigt enhver fortolkning af deres musik som hypnotisk eller meditativ, og afviser betegnelsen trancemusik som nedsættende., De mener derimod at lytning skal være særdeles vågen og aktiv for at man kan høre detaljerne i værkets processer.

### Musikalsk karakteristik
Rytmen
For minimalisterne var rytmen af stor betydning. Størstedelen af kompositionerne har en regulær puls, taktslag (eller "beat") og er opbygget som et væv eller sammenfiltring af rytmer ud fra de grundlæggende rytmiske enheder. Disse rytmiske overvejelser er især fremtrædende hos Steve Reich og er realiseret ved hjælp af en såkaldt phasing-teknik. Drumming fra 1971 markerer kulminationen af den fascination Reich havde for rytmen udtrykt gennem phasing. Hos Philip Glass er arbejdet med rytmen til stede i hans første minimalistiske stykker idet han gør brug af sin additive kompositionsproces, især i stykket 1+1 fra 1968.
Rytmen er således det første systematiske analyseelement for minimalisterne, før integrationen af harmoni og melodi.
Harmoni
De første minimalistiske værker var atonale: Trio for Strings (1958) af Young, String Quartet (1960) af Riley, skønt den usædvanligt langsomme udvikling og den sparsomme anvendelse af noder giver en illusion af tonalitet – ved nærmest at fjerne al bevægelse. Selv In C – som i almindelighed anses for det værk der vendte tilbage til tonalitet – er ikke i strikt forstand tonal, men en atonal komposition uden indikation eller brug af fortegn, skønt kompositionen for størstedelen er diatonisk.,
Den gradvise udeladelse af magnetbånd til fordel for akustiske instrumenter tilgodeså udviklingen af harmoni. Hos Steve Reich etablerer der sig fra Piano Phase en tonal eller modal profil i begyndelsen af værket, men det forbliver tvetydigt. Den diatonik der er resultat af phasing-processen er ikke et valg a priori, men indfinder sig snarere som et resultat af eksperimenterne.
Registre og dynamik
For Young og Riley spiller bassen rollen som bordun, inspireret af indisk musik. Hos Steve Reich er der ingen bas, og tonehøjden ligger sædvanligvis i de midterste registre (Piano Phase har ikke en node under E5, for Phase Patterns er det C5.) Fraværet af bas bevirkede visse tvetydigheder som Reich søgte at bevare, uden dog at kunne definere det præcist. Ligeledes benyttede minimalisterne ikke de "udvidede spilleteknikker" som var til stede i anden samtidig musik.
Dynamikken varierer i almindelighed kun lidt eller slet ikke. Lydniveauet er meget højt for eksempel i nogle stykker af La Monte Young, og hos Glass hvor man mærker indflydelse fra rock.
Fremførelse
Eftersom aflytningen af musikken er let at gå til, kan gentagelserne give det forkerte indtryk, at den også er let at spille eller udføre. Reichs phasing-processer kræver stor koncentration fra fremførerens eller instrumentalistens side. På lignende måde beretter Glass at adskillige orkesterledere kom uforberedt til prøver og for sent opdagede vanskelighederne i partituret. Uden komponisten til stede er partiturerne ikke altid lette at forstå for fortolkerne, hvad der kræver opfindsomhed ved manglen på information eller disses klarhed.

## Bånd til den visuelle kunst

### Dans
Dans, som i sin natur altid har været knyttet til sin tids musikalske frembringelser, har ikke undsluppet indflydelse fra den minimalistiske musik, især hvad angår konceptet og brugen af gentagelse. På en vis måde går grundlaget for indvirkningen fra den minimalistiske musik tilbage til John Cages samarbejde med den amerikanske koreograf Merce Cunningham fra begyndelsen af 1950'erne tidligt i udviklingen af den moderne dans. Gennem ham mødte Cunningham også Morton Feldman som i 1968 for ham komponerede musikken Mélodie sans titre pour Merce Cunningham til hans koreografiske fornyelser.
Endvidere blev der mellem 1960 og 1962 dannet en gruppe af på den ene side danserne Simone Forti, Yvonne Rainer, Trisha Brown og på den anden side komponisterne Terry Riley og La Monte Young omkring Anna Halprin med bemærkelsesværdige opførelser blandt andet i Judson Church i New York. Det var imidlertid Trisha Brown der yderligere udforskede princippet med gentagelse og successiv ophobning af koreografiske bevægelser i denne periode af moderne dans. Meredith Monk, som også er danser, sluttede sig til gruppen hvor hun arbejdede både med de musikalske undersøgelser og de koreografiske nyskabelser i opførelser der var orienteret mod en mere forfinet bevægelse og med en vis spirituel trance.
Efter de første år med minimalisme blev der vævet et tæt forhold mellem dans og denne musikalske bevægelse takket være Lucinda Childs, en af Cunninghams elever som – efter at have tilsluttet sig Anna Halprins gruppe – arbejdede intenst med Philip Glass i de sene 1970'ere med hans opera Einstein on the Beach (1976). Hun skabte derpå to koreografier Dance (1979) og Mad Rush (1981) over kompositioner af samme navn bestilt til New York'er-komponisten. Lucinda Childs arbejde retter sig imod forskellige aspekter af minimalismen gennem et samarbejde der fokuserede på scenedekoration og billeder udført med billedkunstneren Sol LeWitt, en af dem der gik ind for minimalismen inden for billedkunsten. Også Laura Dean arbejdede med Steve Reich mellem 1971 og 1975, især til den første koreografering af Drumming. Dog kan disse koreografier – selv om de udnyttede elementer af gentagelse og af forskydning – ikke kvalificere som fuldgyldigt minimalistiske, musikken er snarere en understøttelse af en forholdsvis traditionel og righoldig koreografi.
Den direkte indflydelse fra den minimalistiske musik på den koreografiske proces er knyttet til opdagelsen og udnyttelsen af Steve Reichs arbejder af den belgiske koreograf af "samtidsdans" Anne Teresa De Keersmaeker under hendes studier ved Tisch School of the Arts i New York. Fra 1980 til 1982 skabte hun sit grundlæggende værk Fase, four movements to the music of Steve Reich hvor hun teoretiserede over anvendelsen i dans af phasing-teknikkens vekslen mellem fase og ude-af-fase udviklet af Reich i hans første kompositioner Piano Phase, Violin Phase, Clapping Music og Come Out.
Det tætte forhold mellem De Keersmaeker og Reichs musik blev så fornyet gentagne gange i mange kreationer af den belgiske koreograf igennem de følgende årtier, især i balletten Drumming fra 1998, og i 2001 endnu en Drumming og Rain lavet over Music for 18 Musicians. Steve Reich komponerede i 2002 specielt stykket Dance Patterns til Counter Phrases af De Keersmaekers som til gengæld som hyldest ved åbningsceremonien i 2006 til 70-års-fejringen af Reich lavede et værk specielt tilegnet og med titlen Steve Reich Evening.
Desuden har den svenske koreograf Mats Ek en tid været orienteret mod den "mystiske minimalisme" ved i 1995 at skabe Rök ("Røg", senere med titlen Solo för två, "Solo for to") til Sylvie Guillem og broderen Niklas Ek som brugte kompositionerne Für Alina og Spiegel im Spiegel af Arvo Pärt.

### Billedkunstnerne
De minimalistiske komponister har haft tætte kontakter til billedkunstnerne, særligt dem fra den minimalistiske bevægelse og konceptkunsten. Steve Reich og Philip Glass har haft gode venskabelige forbindelser med Richard Serra, Sol LeWitt, Bruce Nauman, Michael Snow og Nancy Graves. Reich skrev sit essay Music as a Gradual Process (1968) som blev indlemmet i kataloget til en stor udstilling om minimalisme side om side med billedkunstnerne på Whitney Museum i 1969 hvor han gav koncerter med Glass. Også et værk som Pendulum Music af Reich som Serra, Nauman og Snow deltog i, og som blev afviklet mere som performance end som egentlig musik. Steve Reich følte en "fælles holdning" med billedkunstnerne og deres værker, karakteriseret ved temaet "geometri og metaforik", om deres respektive arbejder, men ingen direkte eller gensidig indflydelse. Han erklærede "Vi svømmede bare i den samme suppe" ("we were just swimming in the same soup"). I 1977 deltog en gruppe kunstnere i et salg af deres værker for at afvikle en gæld opstået i forbindelse med Einstein on the Beach af Glass. Endelig har Glass været personlig assistent for Richard Serra i 1969. Der er dog ikke nogen direkte forbindelse mellem hans arbejde som musiker og hans venners billedkunstneriske arbejde.
La Monte Young har haft nogle korte forbindelser med Fluxus-bevægelsen under perioden med konceptuelle stykker. Hans værker fra 1959-1961 har været med ved Fluxus-festivaler, og visse af hans stykker, heriblandt  Trio for Strings, blev publiceret af bevægelsen. Young distancerede sig imidlertid fra Fluxus fra 1963. Han rejste derimod ofte med sin kone, billedkunstneren Marian Zazeela, som lavede visuelle installationer, især for The Well-Tuned Piano og Theatre of Eternal Music.

### Det audiovisuelle område
Filmen og mere generelt det audiovisuelle område har ofte siden begyndelsen af 1980'erne lånt fra de minimalistiske komponisters værker som lydunderlag for film, dokumentarer, videokunst, fjernsynsreklamer m.v. Philip Glass og Arvo Pärt er i særdeleshed de to komponister der hyppigst har tilladt benyttelsen af deres værker som lydspor til film, enten specielt komponeret eller efter ønske fra instruktøren.
Hos Philip Glass finder man originalmusik til film: Trilogie des Qatsi af Godfrey Reggio (fra 1982 til 2002), Mishima: A Life in Four Chapters af Paul Schrader (1985) og Kundun af Martin Scorsese (1997).
Han nykomponerede musikken til filmen Dracula fra 1931 og har samarbejdet om en række repriser af musikken til film og dokumentarer af Errol Morris idet han bearbejdede og reorkestrerede tidligere kompositioner. Derudover har Glass også arbejdet med instruktøren Bob Wilson om at skabe ambitiøs underholdning ved at kombinere opera, video og teater, idet han inddrog Einstein on the Beach (1976) og the CIVIL warS (1984), bestilt til åbningsceremonien ved de Olympiske Lege i Los Angeles. Med hensyn til esteren Pärt har han ikke lavet originale kompositioner til film (skønt han tidligt i sin karriere komponerede mange bånd som dog ikke var i minimalistisk stil), men gav tilladelse til brug af sine værker.
Derudover har Steve Reich ved mange lejligheder arbejdet tæt sammen sin kone, videografen Beryl Korot, om i fællesskab at skabe et integreret værk umiddelbart fra kompositionsarbejdets begyndelse ved udnyttelse af videoens mange kanaler til princippet for gentagelse. Fra disse undersøgelser, som begyndte i de tidlige 1990'ere, er der kommet to video-operaer (The Cave i 1993 og Three Tales i 2001) hvis sceniske udførelse (for begges vedkommende) og indspilning (kun for den andens vedkommende) integrerede de tilknyttede videoer.

### Populærmusikken
Udnyttelse af gentagelsen som struktur er også blevet anvendt inden for den populære musik, med udgivelsen i 1967 af The Velvet Underground and Nico, også kaldet "banan-albummet", af gruppen Velvet Underground, produceret af Andy Warhol. Ideerne stammer direkte fra minimalismen; John Cale og Angus Maclise samarbejdede med La Monte Young og Theatre of Eternal Music før deres involvering med Velvet Underground.
En stor del af Philip Glass' arbejde er knyttet til rock'en. Han involverede sig med rock-verdenen på produktionsniveau og har dér fået et godt omdømme. Hans musik har haft indflydelse på adskillige rockgrupper, især tyske: Kraftwerk, Cluster og Neu!. David Bowie og Brian Eno er også influeret af Glass og ligeledes af Steve Reich, og indflydelsen fra minimalismen lader sig tydeligt se i musikgenren ambient som tillægges Brian Eno. Ligeledes Enos album med Robert Fripp, No Pussyfooting (1973) er stærkt influeret af Music with Changing Parts fra 1970 af Glass.
Fra 1976 arbejdede Glass sammen med rockklubber fra Manhattan og bevægelsen punk rock og post-punk, især gennem Philip Glass Ensemble. Grupper som Theoretical Girls eller komponister som Rhys Chatham er ligeledes influeret af Glass' eksperimenter med rock. I 1995 komponerede han en orkesterversion af Icct Hedral af Aphex Twin, en betydelig skikkelse inden for den elektroniske musik.

## Anerkendelse og popularitet
Minimalismen blev født som en eksperimentel bevægelse og udviklede sig uden for den klassiske musiks sædvanlige cirkler. De første koncerter blev overvejende afholdt i kunstgallerier eller museer og arrangeret af komponisterne selv. Det blev pladeindspilninger som muliggjorde en videre spredning af den minimalistiske musik, også i Europa hvor modtagelsen var ganske god. Det var ligeledes i Europa at minimalisterne fik deres første anerkendelse med en bestilling fra den franske stat til Philip Glass, og en pladesucces som ikke blot var begrænset til tilhængere af "samtidsmusik" med indspilningen af Steve Reichs Music for 18 Musicians på det tyske pladeselskab Edition of Contemporary Music
En meget større spredning fandt så sted efter at film og fjernsyn gjorde brug af minimalisternes værker eller med musik der var inspireret af dem.

### En vanskelig begyndelse
Minimalisternes første koncerter fandt sted uden for den klassiske musiks sædvanlige cirkler. Komponisterne præsenterede deres værker i kunstgallerier (Park Place Gallery på Lower Manhattan i New York), museer (Solomon R. Guggenheim Museum på Upper East Side), hos enkelte personer (Yoko Onos tagetage, loft) eller på universiteter. Især billedkunstnerne var åbne over for musikken af Philip Glass og Steve Reich, og så et slægtskab med deres egne arbejder.
De første koncerter i mere officielle koncertsale for klassisk musik gav anledning til en del skandale. En fremførelse af Steve Reichs Four Organs i Carnegie Hall 1973 måtte tåle protester fra publikums side over værkets hypnotiske karakter; Philip Glass måtte tage imod adskillige æg under fremførelser. Ved en lejlighed på en turné i Europa med Richard Serra reagerede publikum negativt på Glass' værker, især i Amsterdam.
Modtagelsen hos kritikerne var blandet. Tom Johnson fra Village Voice og Michael Nyman skrev positivt om de første koncerter, men de er også selv komponister tæt på den minimalistiske bevægelse. Andre journalister var mere kritiske over for Reichs værker, især Donald Henahan fra New York Times. Harold Schonberg fra The Times var forbistret over en koncert af Terry Riley der blandt andet indeholdt A Rainbow in Curved Air og Poppy Nogood and the Phantom Band. Anmeldelserne mærkede sig den hypnotiske virkning der blev opnået ved gentagelse af mønstre tæt på indisk musik, men beskrev resultatet som "monotont og ubehageligt".
Modtagelsen blandt musikere var også blandet; La Monte Young blev kritiseret af sine lærere og hans stykker blev i stor udstrækning misforstået.,

### Anerkendelse og succes
Terry Riley var blandt de første komponister der så sine værker blive anerkendt efter succesen med In C i 1964. I 1967 bestilte det svenske Kungliga Musikaliska Akademien et værk for orkester og kor, Olson III. I 1969 bestilte Dilexi Foundation et partitur til en video om skulptøren Arlo Actons arbejde, som resulterede i Music with Balls. Han arbejdede også sammen med svensk og dansk fjernsyn.
Den amerikanske orkesterchef Michael Tilson Thomas spillede en vigtig rolle i spredningen af den minimalistiske musik. Han organiserede i 1971 og 1973 de første koncerter i vigtige koncertsale (Carnegie Hall i 1973) med Boston Symphony Orchestra. I 1971 foretog Reich og Glass sammen en turné i Europa hvor deres fælles gruppe spillede Four Organs, Pendulum Music, Piano Phase og Phase Patterns af Reich og Music with Changing Parts af Glass. Modtagelsen af koncerterne i Paris og London var opmuntrende, mere blandet i Tyskland.
Det har især været indspilninger som bevirkede øget spredning af komponisternes værker. Come Out fra 1967 af Steve Reich og In C af Terry Riley blev indspillet af Columbia Records på et album som indeholdt omkring tyve samtidige værker. Albummet blev kritiseret i musikpressen og i Time Magazine.   It's Gonna Rain og Violin Phase af Steve Reich blev indspillet i 1969 og The Church of Anthrax af Terry Riley i 1970, ligeledes hos Columbia. I 1971 skabte Philip Glass sit eget pladeselskab Chatham Square Productions, på hvilket han udgav Music with Changing Parts, Music in Fifths og Music in Similar Motion. Der blev også indspillet plader på det franske plademærke Shandar. Det var ligeledes fra Frankrig der skulle komme en virkelig anerkendelse af minimalisterne. I 1974 bestilte Michel Guy, som da var sekretær i det franske kulturministerium , Einstein on the Beach af Philip Glass. Dette værk og dets turné i Europa 1976 blev en succes ligesom en opførelse i New York samme år.
Anerkendelsen fra pladeindspilningerne kom fra Tyskland i 1974 med indspilninger på det prestigefyldte selskab for klassisk musik Deutsche Grammophon af Drumming, Six Pianos og Music for Mallet Instruments, Voices and Organ af Steve Reich. I 1978 var det Music for 18 Musicians som virkelig gjorde Steve Reichs musik internationalt kendt og gav det et stort publikum. Det var det tyske pladeselskab Edition of Contemporary Music (ECM), som især er koncentreret om jazz og improviseret musik, der producerede pladen, hvilket betød at et meget større publikum end blot avantgarden fik mulighed for at opdage den minimalistiske musik. På den anden side gjorde La Monte Youngs afvisning af at beskæftige sig med pladeselskaber eller festivaler, hans pladeproduktion sjælden, og hans arbejde blev mindre spredt og kendt.
Det var i 1980'erne og 1990'erne at den minimalistiske musik blev kopieret og for alvor spredt gennem fjernsyn og film. Komponisterne af filmmusik og fjernsyn kopierede især gimmicks af Philip Glass. Steve Reich og Meredith Monk blev ligeledes efterlignet.

### Kritik og analyse
Der blev rettet en usædvanlig hård kritik mod minimalismen, især fra komponister og musikologer tæt på avantgarden, og ligeledes fra filosoffer. Den amerikanske komponist Elliott Carter gentog flere gange sin stærke afvisning af minimalismen og mere generelt af gentagelsen inden for musikken, som han anså for komponistens død. Han lavede især en analogi med reklamen: uopfordret, påtrængende og gentagende indtil det kedsommelige. Betegnelsen fascistisk har endog udtrykkeligt været anvendt, såvel som sammenligningen af brugen af gentagelse som en metode til hjernevask, brugt i reklamer eller taler af Hitler.
En hyppig kritik har det været at anklage den minimalistiske musik for overfladiskhed eller sågar antiintellektualisme. Den er blevet anset for "ikke at føre nogen steder hen", for at fornægte det musikalske sprog og for blot være et lydtapet. Det har især været Philip Glass' musik som kritikken har koncentreret sig om og undertiden kaldt "falsk" eller "regressiv". Udtrykkene "monoton" eller "kedsommelig" er ofte blevet brugt i forbindelse med La Monte Young og Terry Riley. Kritikken var meget delt og er enten "for" eller "imod". I Frankrig var de første reaktioner på John Adams værker ikke gunstige. I 1990 skrev tidsskriftet Télérama i forbindelse med Nixon in China: "... det er til nul i musik. Et typisk amerikansk produkt, som Coca-cola, Disneyland og den nye verdensorden".
Kritikken af minimalismen bliver ofte blandet sammen med kritikken af post-minimalismen som Brian Ferneyhough der afviser post-moderniteten og især John Adams. Han kritiserer eller fordømmer den for manglende etik, ved at den musikalske kultur ikke tages i betragtning i minimalismen.
For visse musikologer indskriver minimalismen sig imidlertid fint i moderniteten. Ud over visse påvirkninger fra serialismen, især fra Schönberg og Webern på La Monte Young og Terry Riley – som direkte ledte til de første minimalistiske værker såsom Trio for Strings fra 1958 – kan anvendelsen af stramme processer for at skabe musik, som dem skabt af Reich og Glass, ses som en parallel til de begrænsninger der ligger i den ubeskårede serialisme eller tilfældigheds-processerne hos John Cage. Især kan accepten af resultater fra phasing-teknikken (selvom de er deterministiske og processerne delvis undslipper komponistens kontrol), direkte sammenlignes med godkendelsen af de musikalske resultater der fremkommer ved brug af tilfældet hos John Cage.
For musikologen Keith Potter er et andet argument til fordel for moderniteten hos minimalisterne den såkaldte "defamiliarisering" – en term indført 1917 af den russiske formalist Victor Shklovsky (1893-1984) – for at betegne det tab eller formindskelse i betydning en strømning kan udsættes for gennem vanen. Ifølge Shklovsky er det kunstens opgave igen at give betydning til de ting vi er blevet for vant til. Potter fremhæver at denne genopdagelse af bekendte elementer allerede havde været udført af Cage og serialismen, men at minimalisterne virkeliggør dette på en anden måde. Snarere end det uforudsigelige efterlader de et meget simpelt musikalsk materiale at studere i dybden ved udstrakt brug af gentagelse. Den første parameter der undersøges er rytmen, en systematisk tilnærmelse ved at frembringe stykker tæt ved det studerede område og give disse første afspilninger en virkelig karakter af eksperimentel musik. Denne udforskning udvides så til andre parametre (tonehøjde, harmoni).
Keith Potter siger således:
"Minimalisme tvinger tilhørerne til at genfortolke det tilvante, ikke kun gennem deres egne indtryk og sansninger, men også ved de energier der genereres af de samme principper (regelmæssig puls, og fornemmelsen at arbejde hen imod et mål) som har ligget til grund for tilgangen hos den vestlige tonale musik over århundreder."

## Vigtige værker
- 1958 : Trio for Strings af La Monte Young, det første minimalistiske værk udelukkende med lange, udstrakte toner
- 1964 : In C af Terry Riley, det første grundlæggende værk inden for den såkaldte repetitive musik
- 1964 til nu : The Well-Tuned Piano af La Monte Young, et værk i ren stemning
- 1965 : It's Gonna Rain af Steve Reich, det første værk der bruger phasing-teknikken
- 1967 : Piano Phase af Steve Reich, det frugtbærende stykke i minimalistisk stil der fremtrådte som sådan
- 1971 : Drumming af Steve Reich, et værk der undersøgte den minimalistiske stil inden for percussion
- 1971 : Music in Twelve Parts af Philip Glass, en slags opsummering af arbejdet med minimalismen siden 1967
- 1976 : Für Alina af Arvo Pärt, skabte stilen tintinnabulum med tilknytning til den minimalistiske musik
- 1976 : Einstein on the Beach af Philip Glass, den første minimalistiske opera
- 1976 : Music for 18 Musicians af Steve Reich, måske det mest resultatrige stykke
- 1977 : Guitar Trio af Rhys Chatham, kombinerede den minimalistiske musik og punk rock
- 1978 : Shaker Loops af John Adams; hans første vigtige komposition, endnu influeret af minimalismen
- 1987 : Concerto pour violon et orchestre af Philip Glass.